# Дельо Калъчев
Дельо Петров Калъчев, наричан Дельо капитан, е български революционер и гевгелийски войвода на Вътрешната македоно-одринска революционна организация.

## Биография
Дельо Калъчев е роден в 1877 година в гевгелийското село Богданци, тогава в Османската империя. Получава основно образование. Влиза във ВМОРО. От 1901 година след Баялската афера е нелегален четник при Кръстьо Българията, Андон Кьосето, Кръстю Асенов. Участва в аферата „Мис Стоун“, а през 1903 година и в Илинденското въстание, като вече е войвода в Гевгелийско и Дойранско. На 15 август 1903 десетчленната му чета е открита от турски аскер от няколкостотин войници при Балинци и в сражението падат убити 5 четници и 5 войници. През пролетта на 1904 година Дельо Калъчев с четата на Дилбер Илия попада в устроена от гъркомани засада в село Баялци, от която успяват да се спасят само двамата войводи.
През лятото на 1905 година заедно с войводата Станиш Наков водят голямо сражение в местността Мадема край село Стояково, Гевгелийско.
След Младотурската революция се легализира, но от 1910 година до 1912 година отново е нелегален четник при Ичко Гюпчев. През пролетта на 1912 година навлиза в Македония с чета въоръжена от полковник Стефан Николов заедно с Данго Баровски - харамия, бивш деец на ВМОРО, по-късно андарт - и двамата работят за сближаване на българи и гъркомани в Богданци, където влизат на Великден. След 5 дни четата им попада на засада във Фурка. В сражението от четата на Данго се отделя Атанас Колчев от Горгопик. Предаден от гъркомани в Богданци, той е заловен и предизвиква голяма афера в паланката, вследствие на която са арестувани гъркоманите Дельо Пеев, Нишо Шонев, Атанас Гр. Шонев, Тома Гогов и българина Петруш Кьортошев. След аферата Дельо Калъчев се връща в България, а Данго Баровски се оттегля към Паяк планина и се връща в Кожух чак след убийството на Стоян Малашев.
При избухването на Балканската война е доброволец в Македоно-одринското опълчение. Служи в Инженерно-техническата част на МОО, а по-късно в Първа дебърска и в 13 кукушка дружина. Носител е на орден „За храброст“ IV степен. След Междусъюзническата война през есента на 1915 година е войвода в Гевгелийско. Участва в Първата световна война. Изчезва безследно в 1917 година.